# 孫志剛事件
孫志剛事件（そんしごうじけん）とは、中華人民共和国広州市において、2003年3月に孫志剛という若者が公安当局に身柄拘束された後、職員らに暴行などを加えられ死亡した事件である。

## 事件の概要
同年3月、27歳の湖北省出身の服飾デザイナー孫志剛が就職準備のため広州市を訪れたが、警察官に職務質問を受けたのち、浮浪者として広州市公安により身柄を拘束された。翌日、彼は不審人物を収容する施設に送付され、取調べを受けたが、収容後3日目に死亡した。身柄拘束当時、身分証や名刺等は所持していたが、「暫住証」のみを携帯していなかったことが拘束の理由とされた。彼に心臓病の持病があったため、当初は病死と発表された。しかしこの死因に疑問をもった家族や関係者、世論の後押しもあって、4月に検死が行われ、鑑定の結果、背中一面に暴行を受けたという痕跡があり、その傷が死につながったと判断された。この鑑定結果に、拷問の疑惑を強く抱いていた世論は沸騰し、暴行容疑で逮捕された10数名の厳罰を求めて、非難の嵐となった。とりわけ4月5日付の『南方都市報』がこの事件を報道すると、世論は浮浪者の収容と本籍地への送還に関する国務院の条例を時代遅れの悪法と厳しく批判した。その中で北京大学大学院博士課程に在籍し、法学専攻の許志永、藤彪、愈江の3人は『立法法』の規定を根拠として、全人代に条例の違憲審査を申し入れた。国務院は6月18日に条例を廃止した。他方、暴行容疑の刑事事件の裁判にあっては、うち12名が傷害致死の疑いで起訴され、6月には早くも裁判が始まり、5、6日の公判を経て7日目には判決が言い渡されるという、猛スピードの裁判となった。判決では主犯の1名が即時執行の死刑、主犯のもう1名が猶予期間付死刑、その他の10名がそれぞれ2年から無期の懲役刑となった。

## 本事件の与えた影響
本事件で一躍有名になった許志永、藤彪、愈江の3人は、同年10月、張星水弁護士と一緒に発起人となり、「陽光憲道社会科学研究センター」を設立した。NPO、NGOとしての登録は難しいため、企業法人として、工商行政管理局に登録した。北京大学の電子掲示板である「一塌糊塗」が当局の命令により閉鎖されると、許志永らがそれに対し抗議活動をしたために、工商行政管理局は「陽光憲道社会科学研究センター」に対し企業法人の登録抹消を告げた。2005年5月許志永らは同センターを「公盟」に代えて、工商行政管理局に再登録した。「公盟」は社会的反響が大きい事件を選んで、維権（政治的自由と権利の保障を求める闘い）の支援活動を展開した。例えば『南方都市報』編集長が収賄容疑で逮捕されたとき、また人権派弁護士である陳光誠が強制妊娠中絶に対する調査活動や暴露活動をしたことを理由に逮捕されたとき、「公盟」は政府に救援活動に参加し、政府に彼らの釈放を求めた。2007年末には、著名な人権活動家である胡佳が、政権を転覆しようとしたとの理由で逮捕されたとき、許志永は胡錦濤への公開書簡を公表して、胡佳を忠誠無死の志願者、善良かつ勇敢な中国人と讃え、彼の釈放を求めた。また「三鹿集団」の粉ミルクに有害物質であるメラミンが混入され、数多くの乳幼児に健康被害を与えることが明るみにでたとき、「公盟」は当局の圧力をはねのけ、「三鹿集団」に対する集団訴訟を組織した。また、同2003年春には、SARS事件も発生している。SARS発生当初地方政府が感染拡大の事実を隠していた中で、国内外の批判により中央政府が情報公開に踏み切らざるを得なかった動きと併せて、2003年は「民間維権運動元年」（「維権運動」とは、2002年以降に設立された第二世代NGOすなわち行動する市民達が行う権利擁護活動をいう）と呼ばれる。また、この事件発生直後からの大々的な報道により、出稼ぎ労働者の悲惨な実情に対する改善要求の世論が高まり、その結果として同年6月に『都市浮浪者収容送還弁法』（1982年に国務院が制定した法律で、都市において定職、住居を持たず物乞い等している者を農村に送り返す法律）が廃止されたほか、暫住制度に対する見直しの動きがみられる。